# 卡山德里亞的阿里斯托布魯斯
阿里斯托布魯斯 （前375年—前301年）是希臘的歷史家，繼業者時代時定居於卡山德里亞（Cassandreia），他可能是福基斯人，他早年跟著亞歷山大大帝參與東征行動，擔任建築師和軍事工程師的職位，並與亞歷山大結成好友，還獲得皇家的信任。當亞歷山大從印度歸來途中路過帕薩爾加德，發現波斯居魯士大帝的陵墓遭到破壞，亞歷山大命阿里斯托布魯斯把陵墓恢復原狀。
公元前300年左右，阿里斯托布魯斯寫了一部關於亞歷山大統治時期以及其遠征的記錄，內容包含地理和民族學。他的史料被後來的阿利安和普魯塔克作為參考來源和寫作素材之一。